# Особенности национальной рыбалки
«Осо́бенности национа́льной рыба́лки» — российская кинокомедия 1998 года режиссёра Александра Рогожкина.

## Сюжет
Как и первый фильм серии, продолжение является своеобразным сборником баек.
Генерал Иволгин, егерь Кузьмич, Лёва Соловейчик и компания, знакомые зрителям по фильму «Особенности национальной охоты», отправляются на рыбалку. К ним присоединяется Василий, недавно назначенный новый прокурор района, человек рассеянный и незнакомый с природой.
Выйдя в море, не без помощи водки герои сбиваются с курса и оказываются на территории сопредельного государства — Финляндии. В частном отеле на берегу Финского залива, который «рыбаки» сперва принимают за 13-й кордон Кузьмича, пьянка продолжается. Хозяин отеля радушно встречает незваных гостей, угощает их ими же привезенной водкой. При этом он настолько молчалив, что гости поверили в слова Кузьмича про его немоту. Поутру проснувшись, протрезвев и осознав, что они нелегально находятся за рубежом, Лева и Кузьмич спешно организуют бегство обратно в Россию, для чего приходится усыплять Генерала снотворным, случайными жертвами которого оказываются Сергей и Прокурор. В спешке рыбаки забывают в отеле 15 коробок водки, чему хозяин отеля оказался очень рад. Незадолго до этого прокурор, находясь не в себе, запирает в сарае женщину, с которой познакомился практически без слов и думал, что это любовь с первого взгляда. На обратной дороге к компании присоединяется сержант Семёнов, который ожидал друзей на старом кордоне, но не дождавшись, отправился вместе с пограничниками на их поиски.
На настоящем кордоне у Кузьмича на первой попытке порыбачить незадачливый прокурор получает небольшое ранение — насаживает свой палец на крючок, на который к тому же нанизан червь. В местной больнице он помощи не получает, поскольку медсестра теряет сознание, увидев такую травму, зато прокурору помогает местный слесарь.
Сергей Олегович, чья жена без него уехала отдыхать на Кипр, пытается познакомиться с обнажённой купальщицей, которая возможно является русалкой, но та заманивает его в трансформаторную будку, где он получает удар током. В его рассказ о русалке никто не верит, даже Кузьмич, который в целом признаёт их существование.
Генерал, желающий спокойного размеренного отдыха, снаряжает всех на лепку пельменей и никого никуда не отпускает, пока не будет «выполнена норма», но Соловейчик привозит фабричные пельмени, и тогда Михалыч выпадает из приключений — погружается в чтение книг по философии и кулинарии, практически в одиночку, имея в компании лишь кота, науживает целую лодку окуней, и лишь через несколько часов удивляется: «Куда все подевались?».
Перед «рыболовами» встаёт новая задача — вернуть честно купленную водку. Помогают им в этом российские военные моряки. Сначала Лева, Серёжа и Кузьмич долго уговаривают командира ракетного катера Иваныча, но тот отказывается, потому что на носу учения и вот-вот должны принести пакет с заданием из штаба. За распитием спиртного герои забывают куда сунули пакет, а Сергей Олегович в поисках питьевой воды случайно набредает на командный пункт и оттуда нажатием кнопки запускает две крылатые ракеты. Командир уже готов стреляться (обнаружив перед этим пакет с заданием у себя в штанах), но ему сообщают из штаба об удачном поражении условных целей и о повышении его в звании. На радостях от произошедшего и узнав, сколько водки оставлено в Финляндии Иваныч соглашается помочь, и предлагает идти на подводной лодке «Малютка» (в качестве которой во время съемок выступала сверхмалая подводная лодка проекта 865 «Пиранья»). Герои знакомятся с командиром этой лодки Витьком. Однако, в отель наведывается финская полиция, и его хозяина арестовывают за нелегальное хранение контрабандной водки. Финские полицейские замечают торчащий перископ и пытаются задержать лодку, привязав её к пирсу. Используя мощь подлодки и пожертвовав всю спасённую водку на топливо, герои выходят в море, унося с собой пирс с финном, коим оказывается ещё один знакомый из прошлого фильма — Райво (в рыбалке он не участвовал, но его попросили освободить женщину, запертую в сарае прокурором).
В то же время прокурор и сержант Семёнов для очистки совести выходят в море ловить рыбу, но из-за неумелого использования взрывчатки топят баркас Кузьмича. При поддержке пограничников горе-рыбаков вытаскивают, а во время поиска баркаса водолазам удаётся поднять деревянный ящик, в котором оказываются бутылки чрезвычайно дорогого коньяка времён Наполеона. Судно, которое водолазы приняли за баркас, затонуло ещё в годы наполеоновских войн.
В конце все герои плывут на буксируемом пирсе, пьют добытый коньяк и обсуждают прошедшую у них «рыбалку». Кузьмич даже приглашает Райво к себе на кордон, чтобы там порыбачить.

## В ролях
- Алексей Булдаков — генерал Алексей Михайлович Иволгин, Михалыч
- Виктор Бычков — егерь Кузьмич
- Семён Стругачёв — Лёва Соловейчик, майор убойного отдела милиции
- Сергей Русскин — Сергей Олегович Саенко
- Сергей Гусинский — сержант милиции Сергей Семёнов
- Василий Домрачев — прокурор Василий
- Алексей Севастьянов — Иваныч, капитан-лейтенант (после случайных, но позже оказавшихся удачных стрельб Сергея Олеговича — капитан 3-го ранга), командир ракетного катера (озвучивал Александр Лыков)
- Андрей Краско — Витёк, капитан 2-го ранга, командир подводной лодки
- Вилле Хаапасало — Райво, финн
- Ольга Самошина — дама в сарайчике
- Денис Кириллов — мичман на корабле
- Егор Томошевский — матрос на корабле
- Михаил Дорофеев — Юсси, хозяин отеля
- Кирси Тюккюляйнен — Сара, хозяйка отеля
- Александр Завьялов — слесарь
- Мария Семёнова — русалка

## Продакт-плейсмент
Этот фильм был одним из первых, удачно использовавших продакт-плейсмент на волне успеха:
- В одном из эпизодов герои обсуждают, что покупать готовые пельмени фирмы «Равиоли» — это гораздо более быстрое занятие, чем лепить их собственноручно.
- Почти весь фильм герои всем другим напиткам предпочитают водку «Урожай», курят и угощают финских гостей сигаретами «Пётр I» и пользуются услугами мобильной связи исключительно «North West GSM».
- В финском отеле генерал читает газету «Калейдоскоп». Ещё до выхода фильма на экраны Булдаков в образе своего героя снялся в рекламе этой газеты.